# Porthtowan
 (mars 2024).
Porthtowan est un village des Cornouailles, en Angleterre. Le village fait partie de la paroisse civile de St Agnes.